# Erepenning voor Verdiensten jegens Openbare Verzamelingen
De Erepenning voor Verdiensten jegens Openbare Verzamelingen is een van de oudste Nederlandse onderscheidingen. De erepenning, men zou ook van medaille kunnen spreken, werd op 26 juni 1817 door koning Willem I in een koninklijk besluit ingesteld. Het besluit spreekt van een "Erepenning voor blijken van belangstelling in 's Rijksverzamelingen door schenking betoond". De medaille zou worden uitgereikt in goud, zilver of brons, als blijk van erkentelijkheid "aan hen, die enig boek- of kunstwerk, dat de vrucht van hun arbeid was, de Koning deden toekomen". In het koninklijk besluit van 5 mei 1877 werden de in het besluit genoemde aanleidingen voor toekenning van deze decoratie door koning Willem III uitgebreid met de bepaling dat de medaille zou worden toegekend "aan hen, die door het aanbieden van belangrijke geschenken of op andere wijze zich verdienstelijk hebben gemaakt ten opzichte van de verschillende wetenschappelijke en kunstverzamelingen des Rijks." Zo kwam de medaille met de onmogelijk lange naam aan het einde van de 19e eeuw bij het publiek bekend te staan als Museummedaille.
De Erepenningen van de drie koningen waren legpenningen zonder lint. Koningin Wilhelmina verleende tot 1897 legpenningen, of liever gezegd; deze legpenningen werden namens haar door koningin-regentes Emma toegekend. Op 24 mei 1897 kreeg de medaille een lint en werd vastgelegd dat zij op de linkerborst zou worden gedragen. De regentes zal hebben beseft dat medailles die gedragen kunnen worden bij de gedecoreerden meer in de smaak vallen dan de penning die in een doos in de kast ligt.
Bij koninklijk besluit no. 31 van 28 oktober 1919 werden de toekenningscriteria door koningin Wilhelmina nogmaals uitgebreid met "verdiensten jegens gemeentelijke (openbare) verzamelingen". Wat ooit een medaille voor gulle schenkers en bruikleengevers was werd nu een medaille, nauwkeuriger gezegd een koninklijke onderscheiding, voor verdienste.
In een legerorder, Nummer 112 L-LM uit 1952, werd vastgelegd welke batons de militairen die met deze medaille werden onderscheiden zouden mogen dragen. De legerleiding schreef vier batons voor.
Bezitters van de zilveren en gouden erepenning zouden op hun baton een zilveren of gouden achtpuntige metalen ster mogen dragen. De legerorder bepaalde ook dat de dragers van een "grote gouden erepenning" onder de gouden ster op hun baton een brede gouden balk mochten aanbrengen. Deze bepaling is opmerkelijk omdat er in de koninklijke besluiten geen sprake was van "Grote Gouden Erepenningen voor Verdiensten jegens Openbare Verzamelingen".

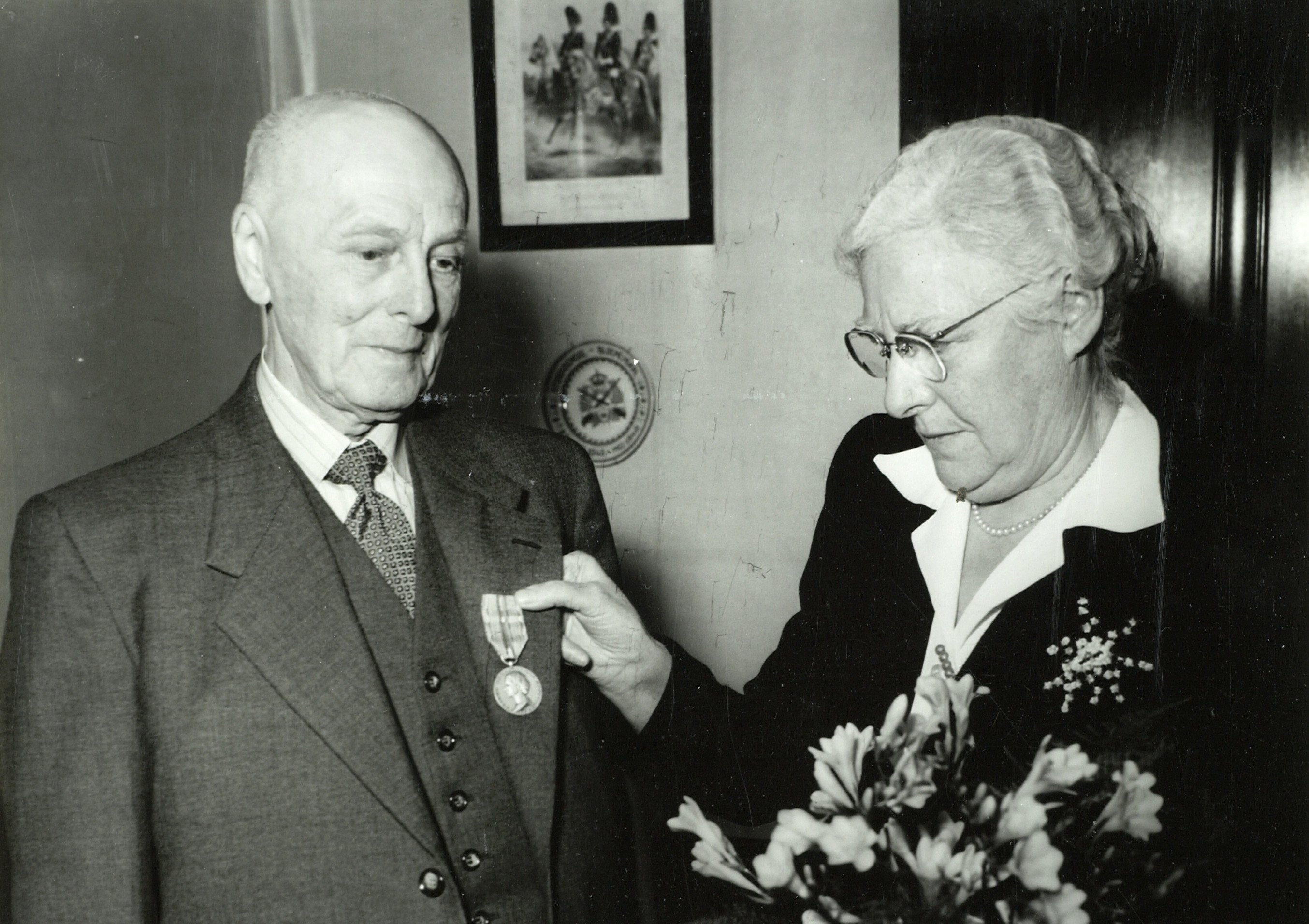
Oud-onderwijzer en verzamelaar K. Tinholt ontving in 1952 de vernieuwde Museummedaille.

Ook onder koningin Juliana werd de decoratie in een koninklijk besluit gewijzigd. De koningin bepaalde op 26 juli 1952 dat het uiterlijk van de medaille en ook het lint veranderd zouden worden.
Het lint moest voortaan oranje zijn met in het midden twee smalle rode banen. Wanneer alleen de baton gedragen wordt, dan wordt, zo schrijft het besluit voor, bij de gouden of zilveren erepenning een palmtak in de betreffende metaalsoort op de baton gedragen.
Dit koninklijk besluit maakte een einde aan de regeling van de legerorder.
Koningin Beatrix wijzigde alleen de vorm van de medaille. Zoals alle koningen en koninginnen liet zij haar beeltenis op de medaille plaatsen.
Koning Willem-Alexander heeft bij koninklijk besluit van 23 augustus 2016 (Stb. 2016, 306) ten slotte de huidige decoratie vastgesteld. Het lint bleef hetzelfde als van tevoren: oranje met in het midden twee smalle rode banen. De bepaling over het dragen van de palmtak op de baton is niet meer opgenomen in dit besluit. Verder wordt de erepenning in de citeertitel van dit besluit voor het eerst als Museumpenning aangeduid: Besluit Erepenning voor Verdiensten jegens Openbare Verzamelingen (Museumpenning).

## De vorm van de erepenningen
De oudste erepenning is rond met aan de voorzijde het portret van koning Willem I en de legende "WILLEM I KONING DER NEDERLANDEN". De keerzijde vertoont een krans van eiken- en laurierbladeren en het opschrift "VOOR BLIJKEN VAN BELANGSTELLING IN 'S RIJKSVERZAMELINGEN DOOR SCHENKING BETOOND". Deze medaille was, behalve in opschrift aan de keerzijde, gelijk aan de Erepenning voor Menslievend Hulpbetoon zoals door Willem I werd verleend.
De tussen 1840 en 1849 verleende erepenningen zijn rond met aan de voorzijde het portret van koning Willem II en de legende "WILLEM II KONING DER NEDERLANDEN". De keerzijde vertoont een krans van eiken- en laurierbladeren en het opschrift "VOOR BLIJKEN VAN BELANGSTELLING IN 'S RIJKSVERZAMELINGEN DOOR SCHENKING BETOOND". Ook deze medaille was, behalve in opschrift aan de keerzijde, gelijk aan de Erepenning voor Menslievend Hulpbetoon zoals de door Willem II werd verleend.
Willem III liet nadat hij op 5 mei 1877 de statuten wijzigde nieuwe medailles slaan.
Zijn penningen hebben een middellijn van 5. centimeter. De voorzijde vertoont het naar links gewende portret van koning Willem III met het rondschrift "WILLEM III KONING DER NEDERL. G.H.V. LUXEMB.". De keerzijde vertoont binnen een krans van eikenloof en laurierbladeren de inscriptie "VOOR VERDIENSTEN TEN OPZIGTE VAN 'S RIJKSVERZAMELINGEN VAN WETENSCHAP EN KUNST". Daaronder is ruimte opengelaten voor een inscriptie.
De sinds 1897 door of namens Wilhelmina uitgereikte draagbare decoraties waren kleiner dan de legpenningen. Nieuw waren de beugelkroon die boven de medaille gemonteerd werd en het oranje lint met brede rode middenstreep.
Op de voorzijde stond de beeltenis van de nog zeer jonge koningin Wilhelmina met haar haar opgemaakt in een knot op het achterhoofd. Daaromheen prijkte het rondschrift "WILHELMINA KONINGIN DER NEDERLANDEN" met een krans van eikenloof. De keerzijde had het opschrift "VOOR VERDIENSTE JEGENS 'S RIJKS MUSEA AAN .........." waaronder ruimte was opengelaten om de naam van de gedecoreerde persoon te graveren. Net als onder de regering van de drie koningen was het portret op de medaille ook gebruikt voor de Erepenning voor Menslievend Hulpbetoon.
Wanneer een medaille plotseling gedragen kan en mag worden zullen de oude bezitters van de medailles vragen om vervanging of aanpassing van de penningen die al die tijd ongedragen in hun kast hadden gelegen.

Daarom werd toestemming verleend om op eigen kosten een draagbare medaille van het nieuwe model aan te schaffen.
In het koninklijk besluit van 4 december 1918 werd het woord "Rijks musea" op de keerzijde vervangen door het bredere begrip "openbare verzamelingen". De drie en een halve centimeter brede medaille kreeg dan ook de tekst "VOOR VERDIENSTEN JEGENS OPENBARE VERZAMELINGEN". Op de voorzijde stond het aangepaste portret van de nu volwassen koningin Wilhelmina met een diadeem in haar haar gestoken. Daar omheen het onveranderde randschrift "WILHELMINA KONINGIN DER NEDERLANDEN".
Bij koninklijk besluit van 26 juli 1952 werd het uiterlijk van medaille en lint gewijzigd. Uiteraard plaatste Juliana als vijfde Oranje haar portret met het randschrift "JULIANA KONINGIN DER NEDERLANDEN" op de medaille. De keerzijde vertoont het randschrift "VOOR VERDIENSTEN JEGENS OPENBARE VERZAMELINGEN". In het midden in een uitgediepte cirkel is nu voor het eerst het Nederlandse Rijkswapen geplaatst. Hierboven staat het woord "AAN" en daaronder is ruimte voor de naam van de gedecoreerde. Onder het Rijkswapen is plaats voor bijzonderheden zoals de woonplaats van de gedecoreerde en het jaartal van uitreiking. Voor elke gedecoreerde werd met een stempel voorzien van uitwisselbare letters een nieuwe achterzijde geslagen. De tot op dat moment gebruikelijke gravering verviel daarmee.
Het sinds 1897 gebruikte lint werd bij dit koninklijk besluit ook gewijzigd: voortaan zou het oranje zijn, met in het midden twee smalle rode banen. Dat was nodig omdat het lint gelijk was aan dat van de Erepenning voor Menslievend Hulpbetoon. Wanneer op een uniform alleen de baton gedragen werd, dan werd bij de gouden of zilveren erepenning een palmtak in goud of zilver op de baton gedragen. Bij de bronzen erepenning behoorde geen bronzen palmtak, men liet het lint dan onbedekt.
Koningin Beatrix hield van moderne kunst en koos na haar inhuldiging voor een modern ogende medaille met een sterk gestileerd portret. Daaromheen staat "BEATRIX KONINGIN DER NEDERLANDEN". De keerzijde, het lint en de baton bleven onveranderd in de vorm van 1952.
Het huidige type werd als gezegd ingesteld bij koninklijk besluit van 23 augustus 2016. De medaille is 36 millimeter in diameter en vertoont aan de voorzijde het naar links gewende portret van koning Willem-Alexander met het omschrift "WILLEM-ALEXANDER KONING DER NEDERLANDEN". De keerzijde bevat in het midden het Rijkswapen en langs de rand het omschrift: "VOOR VERDIENSTEN JEGENS OPENBARE VERZAMELINGEN". Onder het Rijkswapen is ruimte voor inscriptie.